# Gmina Räpina
Gmina Räpina (est. Räpina vald) – gmina wiejska w Estonii, w prowincji Põlva.
W skład gminy wchodzi:
- 26 wsi: Jaanikeste, Kassilaane, Kõnnu, Köstrimäe, Leevaku, Linte, Mägiotsa, Meelva, Naha, Nulga, Pääsna, Pindi, Raadama, Rahumäe, Raigla, Ristipalo, Ruusa, Saareküla, Sillapää, Sülgoja, Suure-Veerksu, Toolamaa, Tooste, Tsirksi, Võiardi, Võuküla.